# Muro Leccese
Muro Leccese község (comune) Olaszország Puglia régiójában, Lecce megyében. 

## Fekvése
A Salentói-félsziget déli részén fekszik, Otrantótól nyugatra.

## Története
A települést a messzápok alapították az i.e. 6 században, ennek emléke a máig fennmaradt négy kilométer hosszú fal. Az i.e. 3 században a rómaiak hódították meg. A települést 924-ben szaracén kalózok pusztították el. 1156-ban vált önálló hercegséggé. Az első murói herceg Guglielmo Bosco normann lovag fog. A 14. században a murói birtok a nápolyi koronának volt alárendelve, később a tarantói hercegek szerezték meg. Az Orsini del Balzo család leszármazottai 1774-ig birtokolták a murói hercegi címet. 1797-ben a Pignatelli di Belmonte család birtoka lett, 1854-ben Achille Tamborino lovag szerezte meg, majd 1861-ben önálló község lett. 

## Népessége
A népesség számának alakulása:

## Főbb látnivalói
A település fő látnivalói az i. e.4-3 századi, a messzápok által épített városfalak, valamint a város főtere két barokk templommal, nemesi palotákkal, valamint a tér közepén álló, a négy evangélistát ábrázoló szoborcsoport (1607-ben készült el). 
- Madonna Annunziata-templom (17. század)
- Santa Maria dell’Immacolata (18. század)
- Santa Marina-templom (9-11. század)
- Santa Maria di Miggiano-templom (14-16. század)
- Spirito Santo-templom (16. század)
- Palazzo del Principe - 16. századi nemesi palota